# الجحرة (يهر)

تعديل مصدري - تعديل

الجحرة هي إحدى قرى عزلة يهر بمديرية يهر التابعة لمحافظة لحج، بلغ تعداد سكانها 144 نسمة حسب تعداد اليمن لعام 2004.